# 易碎环肋螺
易碎环肋螺（学名：Plectotropis sterilis），是柄眼目扁蜗牛科环肋螺属的一种。主要分布于中国大陆，常栖息在阴暗潮湿、多腐殖质的环境。